# Kovačica
Kovačica (serbisch-kyrillisch Ковачица, deutsch Kowatschitza) ist der Verwaltungssitz der Opština Kovačica im Okrug Južni Banat in der Vojvodina, Serbien. Die Ortschaft mit gut 6000 Einwohnern liegt etwa 40 km nördlich von Belgrad.

## Geschichte

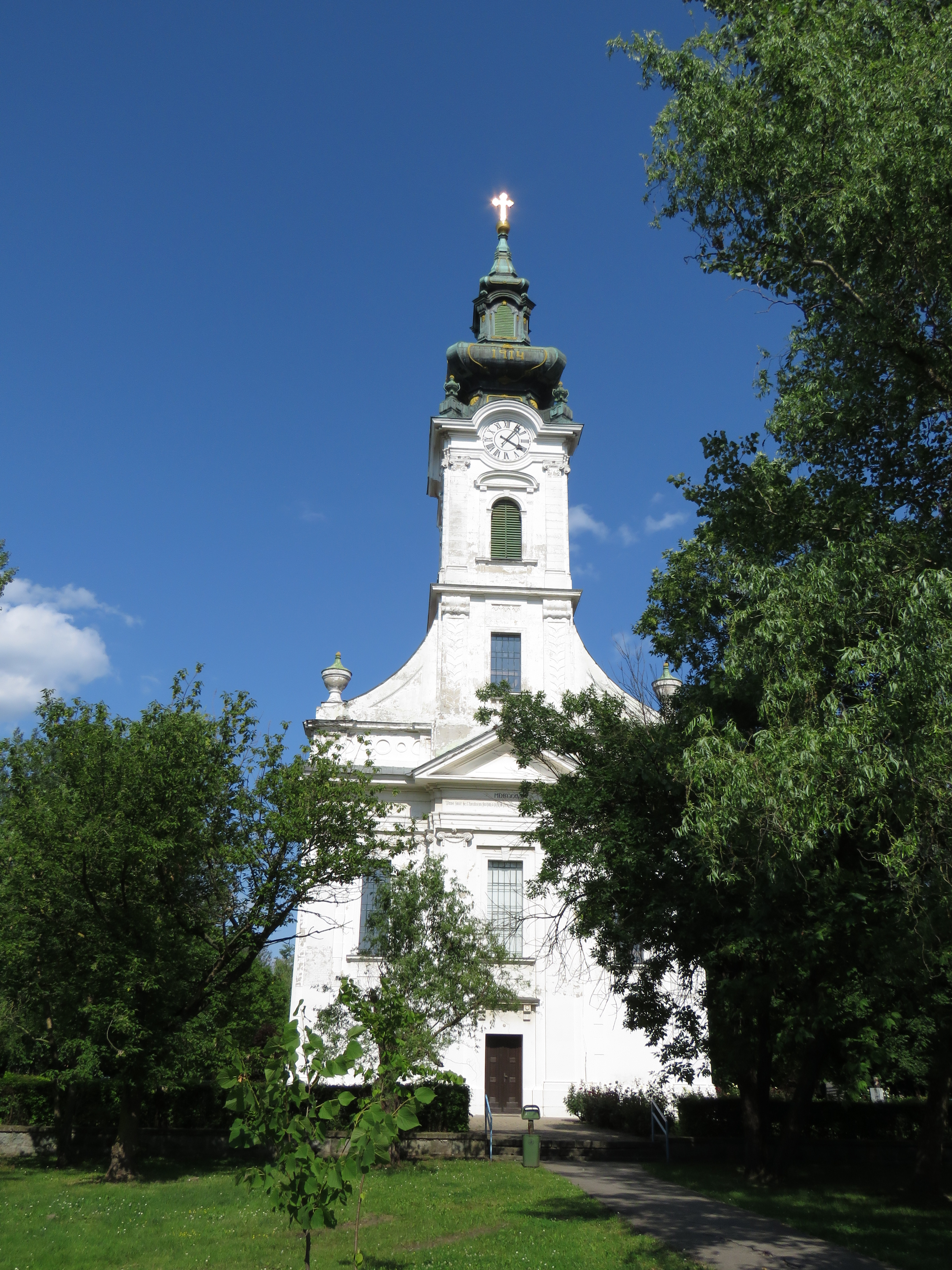
Slowakische evangelische Kirche

Die Gegend etwa 20 km westlich der Mündung der Theiß in die Donau war ab dem 15. Jahrhundert spärlich besiedelt und gelangte im 18. Jahrhundert als Teil des Komitat Torontál zum Königreich Ungarn.
Die Gründung von Kovačica (ungarisch Antalfalva) im Grenzgebiet von Österreich-Ungarn zum Osmanischen Reich erfolgte 1802 durch slowakische Siedler aus dem nördlich gelegenen Ečka.
Im Anschluss an den Zweiten Weltkrieg übernahm zunächst das südlich gelegene Pančevo Verwaltungsaufgaben der Region. 
Heute gehören neben dem Hauptort noch die Ortschaften Crepaja, Debeljača, Idvor (mit Mariä-Verkündigungs-Kirche), Padina, Putnikovo, Samoš und Uzdin zur Gemeinde.

## Wirtschaft und Verkehr
In der Nachkriegszeit gewann die örtliche Naive Malerei internationale Bedeutung. Es wurden bereits mehrere Bildbände, in verschiedenen Sprachen, veröffentlicht und es fanden zahlreiche internationale Ausstellungen, unter anderem in Zusammenarbeit mit der UNESCO, statt.
Im Jahr 2024 wurde „Naive Malpraktiken von Kovačica“ von der UNESCO in die Repräsentative Liste des immateriellen Kulturerbes der Menschheit aufgenommen.
Durch den Ort führt die Bundesstraße 130.

## Städtepartnerschaften
- Banská Bystrica,  Slowakei, seit 2002
- Sângeorgiu de Pădure,  Rumänien, seit 2007

## Persönlichkeiten
Söhne und Töchter der Stadt sind:
- Zuzana Chalupová (1925–2001), Malerin
- Brana Crnčević (1933–2011), Politiker, Schriftsteller
- Martin Jonáš (1924–1996), Maler